# Summit (Arizona)
Summit – jednostka osadnicza w Stanach Zjednoczonych, w stanie Arizona, w hrabstwie Pima.